# Деодат из Блуа
Деодат (VI век) — святой отшельник или игумен из Блуа. День памяти — 24 апреля.
Известны три жития святого Деодата, относящиеся к концу IX века. Одно из них сообщает, что св. Деодат родился и получил образование в Бордо. Затем со своим товарищем Водемиром (Baudemire) он поступил в монастырь неподалёку от Иккио (Iccio) под окормлением св. Фалетро (Phaletro). Завидуя добродетелям св. Фалетро, монахи сделали жизнь св. Деодата столь невыносимой, что он испросил и получил разрешение на жизнь в уединении в Бордо. Считается, что его посетил король Хлодвиг в поисках поддержки на борьбу с готами. Св. Деодат оказал неоценимую помощь, после чего был возвёрнут на место.